# كوستريافو
كوستريافو (بالروسية: Костерёво) هي إحدى مدن روسيا في الكيان الفدرالي الروسي فلاديمير أوبلاست.